# Bases y puntos de partida para la organización política de la República Argentina

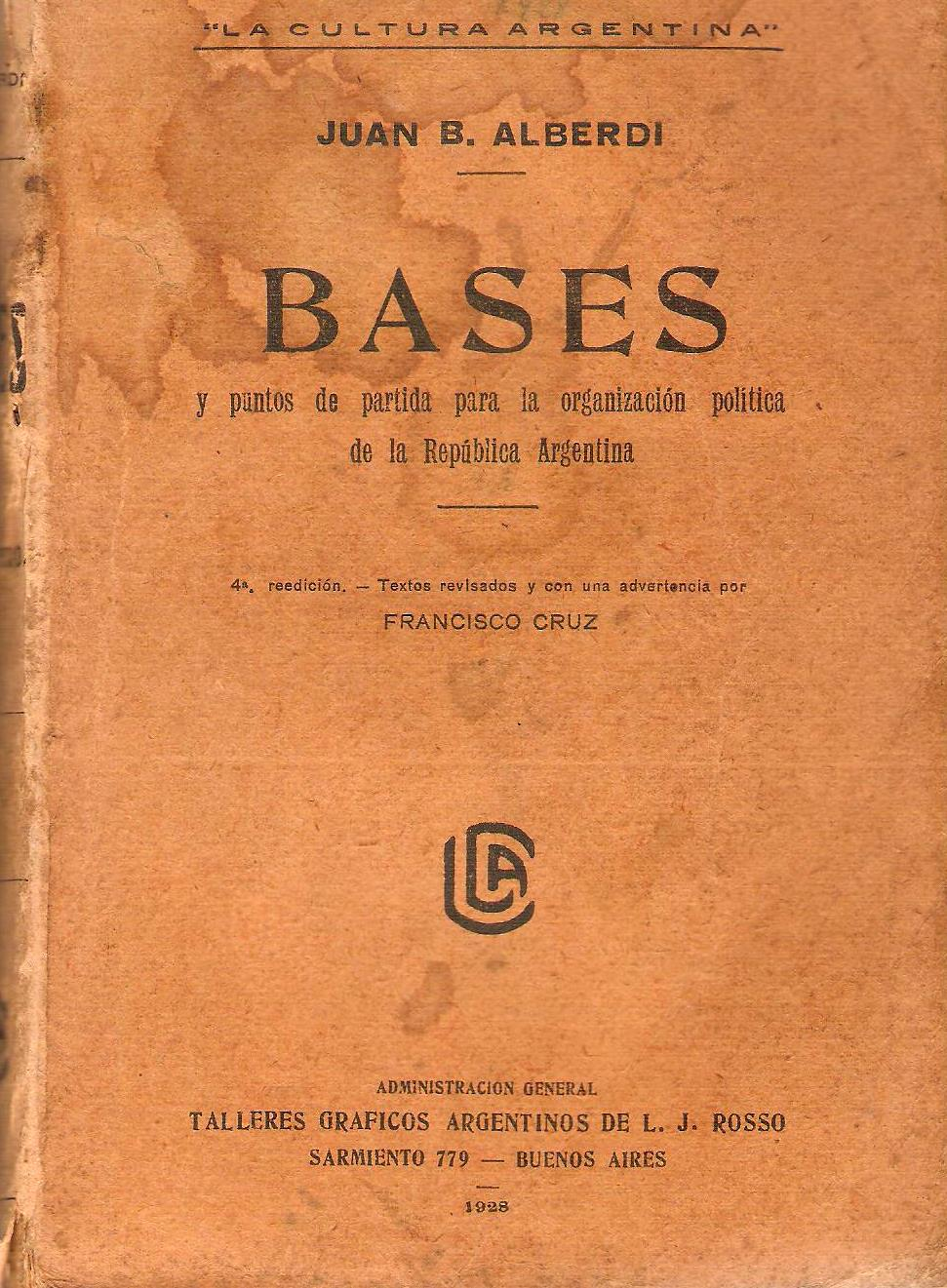
Un exemplaire du livre écrit par Juan Bautista Alberdi

Juan Bautista Alberdi a écrit Bases y puntos de partida para la organización política de la República Argentina en 1852 quand il était exilé au Chili. Ce texte « Bases » apparait en réaction à la chute du caudillo Juan Manuel de Rosas dans la bataille de Caseros, et vise à servir de base pour la rédaction de la constitution argentine.

## Annexe